# Miejskie Przedsiębiorstwo Energetyki Cieplnej we Włocławku
Miejskie Przedsiębiorstwo Energetyki Cieplnej we Włocławku (MPEC Włocławek) – przedsiębiorstwo zajmujące się energetyką cieplną na terenie Włocławka.
Od 17 grudnia 2018 prezesem przedsiębiorstwa jest Andrzej Walczak były prezes OSiR Włocławek.

## Komin
Komin ciepłowni MPEC liczy 160 metrów wysokości i od maja 2012 roku jest obiektem nadawczym. Nadają z niego dwie lokalne stacje radiowe Radio Kujawy oraz Radio Włocławek Po Polsku